# Konstitutivní národ
Konstitutivní národ (srbochorvatsky konstitutivni narod/конститутивни народ) byl termín, definující kterým národům je daná svazová republika v rámci Jugoslávie vlastí. Přestože SFRJ byla budována jako společný stát Slovinců, Chorvatů, Srbů, Makedonců, Černohorců a Bosenských muslimů (Bosňáků), ve snaze zdůraznit charakter výlučnosti každé z republik byla v ústavách jednotlivých svazových republik definována položka tzv. konstitutivního národa.
V socialistické Jugoslávii existovalo oficiálně celkem šest národů (Slovinci, Chorvati, Bosenští muslimové, Srbové, Černohorci a Makedonci), které měly status konstitutivního národa v té které republice. Kromě toho znala jugoslávská terminologie ještě dvě skupiny – národnosti a etnické skupiny. Mezi první patřily příslušníci početných národnostních menšin (Albánci, Maďaři, Italové, Bulhaři, Češi, Slováci, Rumuni, Rusíni). Na rozdíl od etnických skupin (kam patřili např. Romové nebo Židé[zdroj?]) však byly příslušníci národnostních menšin vázány s určitým teritoriem. Většinou také počet jejich příslušníků nepřesahoval počet těch, kteří se hlásili k regulérním jugoslávským národům (výjimkou byla téměř dvoumilionová albánská populace, žijící na území SAO Kosovo).

## Právo na sebeurčení
Jednotlivé jugoslávské národy (v svazových republikách konstitutivní národy) měly jako jediné právo na sebeurčení (dle 1.1.7 Ústavy SFRJ z roku 1974). Statut konstitutivního národa proto začal být na začátku 90. let v okamžiku rozpadu jugoslávské federace častým tématem politických debat. Po volbách na jaře 1990 byl například odebrán chorvatským Srbům, kteří argumentovali, že jsou-li konstitutivním národem, nemůže se Chorvatsko odtrhnout od Jugoslávie bez souhlasu jejich zástupců.

## Současný stav
V současné době je kategorie konstitutivního národa uplatněna pouze v ústavě Bosny a Hercegoviny a je zachována pozice Srbů, Chorvatů a Bosňáků jako tří konstitutivních národů v obou částech bosenské konfederace. 
Do roku 2002 (do uzavření tzv. Sarajevských dohod) byl nicméně v Republice srbské konstitutivní národ pouze srbský a ve Federaci Bosny a Hercegoviny pouze bosňácký a chorvatský.
V současné době existují v Bosně a Hercegovině komplexní pravidla, kdo může zastávat kterou politickou funkci v zemi v souvislosti s tím, ke kterému ze tří konstitutivních národů se hlásí. V roce 2006 zažalovali Dervo Sejdić (bosenský rom) a Jakob Finci (bosenský žid) svůj stát u Evropského soudu pro lidská práva ve Štrasburku, neboť se jako příslušníci jiných etnik nemohli voleb účastnit – voleb do Sněmovny národů a Předsednictva Bosny a Hercegoviny se mohou účastnit pouze kandidáti, kteří se hlásí k jednomu ze třech konstitutivních národů.
V dalších republikách bývalé SFRJ byl tento termín z jednotlivých konstitucí postupně odstraňován, neboť je považován za diskriminující ve vztahu k národnostním menšinám i příslušníkům jiných etnických skupin, než většinových.

## Status podle republik
| Název | Hlavní město               | Konstitutivní národ/národy           | Vlajka | Znak | Poloha |
| --- | -------------------------- | ------------------------------------ | ------ | ---- | ------ |
| Socialistická republika Bosna a Hercegovina                                                                   | Sarajevo                   | Srbové, Chorvaté, Bosenští muslimové |        |      |        |
| Socialistická republika Chorvatsko                                                                            | Záhřeb                     | Chorvati, Srbové                     |        |      |        |
| Socialistická republika Makedonie                                                                             | Skopje                     | Makedonci                            |        |      |        |
| Socialistická republika Černá Hora                                                                            | Titograd*                  | Černohorci                           |        |      |        |
| Socialistická republika Srbsko Socialistická autonomní oblast Kosovo Socialistická autonomní oblast Vojvodina | Bělehrad Priština Novi Sad | Srbové[zdroj?]                       |        |      |        |
| Socialistická republika Slovinsko                                                                             | Lublaň                     | Slovinci                             |        |      |        |
| * dnes Podgorica                                                                                              |                            |                                      |        |      |        |